# Vítor Figueiredo
Vítor Figueiredo (Figueira da Foz, 17 de fevereiro de 1929 – Lisboa, 30 de janeiro de 2004) foi um arquitecto português.

## Biografia
Nascido em Figueira da Foz a 17 de fevereiro de 1929.
Concluiu o curso de Arquitectura na Escola de Belas Artes do Porto, em 1959.
Durante as décadas de 1960 e 1970 dedicou-se a projectos de habitação social em Olivais Sul, Chelas, Alto dos Moinhos, Benavente, Setúbal e Santo Estêvão.
Com uma energia inesgotável, protagonizou uma série de projectos ímpares na Arquitectura Portuguesa, sempre reconhecíveis e sempre diferentes, baseados numa abordagem ética, social e cultural profunda. O seu Atelier constituiu durante muitos anos um pólo aberto de discussão e diálogo, formando e informando gerações consecutivas de arquitectos.
Leccionou na Universidade de Coimbra e na Universidade Autónoma de Lisboa.
O Prémio Secil foi-lhe atribuído pelo projecto da Escola Superior de Artes e Design das Caldas da Rainha.

## Obras
- Unidade de Habitação de Olivais Sul – Célula C (com Vasco Lobo), 1960-64
- Conjunto Habitacional de Santo Estêvão em Benavente, 1963
- “Cinco dedos”– Lotes 249 a 253 do Plano de Urbanização de Chelas em Lisboa, 1972-75
- Igreja do Convento dos Remédios em Évora, 1978-1988 / 1999-2003
- Igreja de Albergaria de Fusos em Cuba, 1990-93
- Escola Superior de Artes e Design das Caldas da Rainha Instituto Politécnico de Leiria, 1990-96
- Pólo da Mitra da Universidade de Évora, 1992-95
- Complexo Pedagógico, Científico e Tecnológico da Universidade de Aveiro, 1997-2000

## Prémios
- 1986 – Prémio da Associação Portuguesa dos Críticos de Arte.
- 1989 – Prémio dos Programas Habitacionais de Setúbal.
- 1998 – Prémio Secil pela obra da Escola Superior de Artes e Design, das Caldas da Rainha.
- 2005 – A título póstumo, a Câmara Municipal de Aveiro atribui a Menção Honrosa na categoria de Obra de Qualidade Excecional 2000-2003 ao seu projeto do Complexo Pedagógico, Científico e Tecnológico da Universidade de Aveiro.